# 天政
天政（てんせい）は、中国後大理国の段正淳の時代に使用された元号。1103年 - 1104年。

## 西暦との対照表
| 天政 | 元年   | 2年    |
| 西暦 | 1103年 | 1104年 |
| 干支 | 癸未   | 甲申   |